# Ерміна Шаумбург-Ліппська
Ерміна Шаумбург-Ліппська (нім. Hermine zu Schaumburg-Lippe, 5 жовтня 1845 — 23 грудня 1930) — принцеса Шаумбург-Ліппська з дому Ліппе, донька князя Адольфа I Георга та принцеси Вальдек-Пірмонтської Ерміни, дружина герцога Вюртемберзького Максиміліана.

## Біографія
Ерміна народилась 5 жовтня 1845 року у Бюккебурзькому замку Шаумбург-Ліппе. Вона стала первістком в родині спадкоємного принца Шаумбург-Ліппського князівства Адольфа I Георга та його дружини Ерміни Вальдек-Пірмонтської, з'явившись на світ менш, ніж за рік після їхнього весілля. Країною в цей час правив її дід, Георг Вільгельм, який користувався великою любов'ю та повагою підданих.
Згодом у дівчинки з'явилося четверо молодших братів та три сестри, з яких вижила лише Іда. Діти, незважаючи на шляхетне походження, виховувалися дуже просто. Зазначалося, що вони «знали про кухню більше, ніж значна кількість жінок нижчого класу». Разом з тим, отримали добру різнобічну освіту. Мешкало сімейство у Бюккебурзькому замку.
Батько, який перебував на прусській військовій службі та мав чин генерал-лейтенанта, наприкінці листопада 1860 року став правлячим князем Шаумбург-Ліппе. Разом з тим, він брав участь у Франко-прусській війні та проголошенні створення Німецької імперії у 1871 році. В замку під час його правління періодично шла реконструкція.

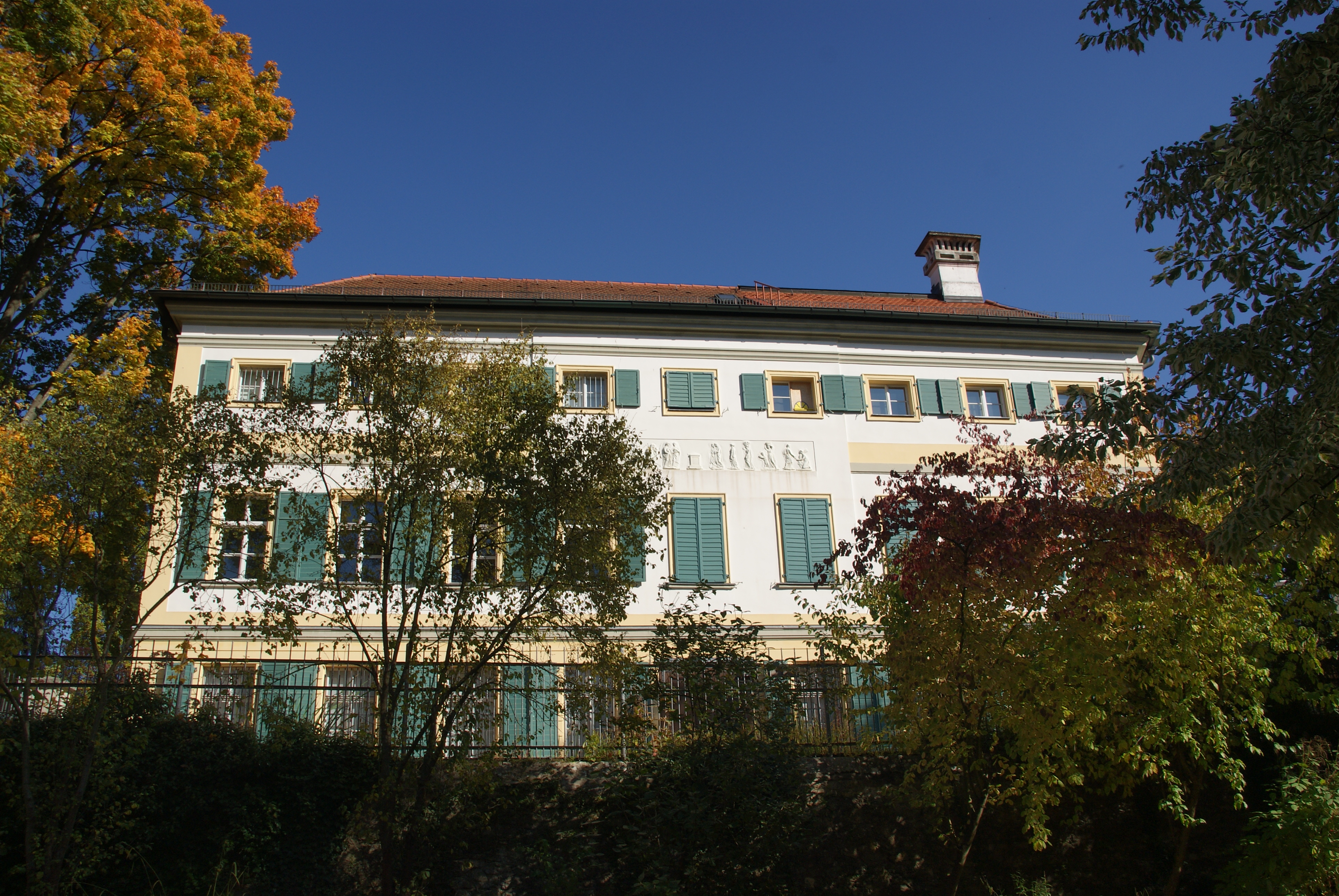
Вюртемберзький Палац

Ерміна вийшла заміж після своєї молодшої сестри, у віці 30 років. Її нареченим став 47-річний герцог Максиміліан Вюртемберзький, який був єдиним сином герцога Пауля Вільгельма Вюртемберзького та троюрідним братом правлячого короля Вюртембергу Карла I. Весілля відбулося 16 лютого 1876 у Бюккебурзі. Дітей у подружжя не було. Мешкала пара у Регенсбурзі в Баварському королівстві у Вюртемберзькому палаці, який раніше належав матері Максиміліана — Марії Софії Турн-унд-Таксіс. У Регенсбурзі також проживав голова роду Турн-унд-Таксіс — князь Максиміліан Марія, двоюрідний небіж Максиміліана з материнського боку.
Чоловік Ерміни був масоном та входив до верхньої палати Вюртемберзького ландтагу, однак перестав відвідувати засідання ще до шлюбу з нею. Він помер 29 липня 1888 року, заповівши Ерміні Вюртемберзький Палац, де вона прожила ще більше 40 років. Герцогиня пішла з життя перед Різдвом 1930 за часів Веймарської республіки. Похована поруч із чоловіком у замковій кірсі Людвігсбургу.